# Dongping (köpinghuvudort i Kina, Jilin Sheng, lat 46,09, long 123,28)
Dongping (kinesiska: 东屏, 东屏镇) är en köpinghuvudort i Kina. Den ligger i provinsen Jilin, i den nordöstra delen av landet, omkring 290 kilometer nordväst om provinshuvudstaden Changchun. Antalet invånare är 10 614. Befolkningen består av 5 167 kvinnor och 5 447 män. Barn under 15 år utgör 11,0 %, vuxna 15-64 år 80 %, och äldre över 65 år 8,0 %.
Runt Dongping är det ganska tätbefolkat, med 58 invånare per kvadratkilometer. Närmaste större samhälle är Tantu, 11,8 km norr om Dongping. Trakten runt Dongping består i huvudsak av gräsmarker.
Genomsnittlig årsnederbörd är 605 millimeter. Den regnigaste månaden är juli, med i genomsnitt 204 mm nederbörd, och den torraste är januari, med 4 mm nederbörd.